# Cine Savoy (Dublín)
El Cine Savoy (en inglés: Savoy Cinema) es el cine más antiguo en funcionamiento en la ciudad de Dublín, y es el cine preferido en Irlanda para los estrenos de cine. El edificio fue construido en 1929 en el sitio donde se ubicaba el antiguo Hotel Granville. El lujoso auditorio, que alberga 2.789 asientos, abrió sus puertas al público con la película On With The Show. Se modificó en 1954 para incorporar una pantalla Cinemascope grande, y mostró la primera película de pantalla ancha de Irlanda, The Robe.